# Hockey World League 2014-15 (mannen)
De Hockey World League 2014-15 voor mannen is de tweede editie van de Hockey World League. De verschillende toernooien worden gespeeld in de tweede helft van 2014 en in 2015. Tegelijkertijd met de World League voor mannen wordt ook het vrouwentoernooi georganiseerd. De finaleronde wordt in december 2015 in India gehouden. In de derde ronde, de halve finale, kunnen landen zich plaatsen voor de Olympische Spelen van 2016. Het toernooi werd gewonnen door Australië.

## Deelnemende landen
56 landen hebben zich ingeschreven voor deelname. De elf beste landen volgens de wereldranglijst op 1 april 2013 zijn direct geplaatst voor de derde ronde, de halve finale. De acht volgende landen zijn direct geplaatst voor de tweede ronde. Alle andere landen spelen in de eerste ronde, behalve Singapore en de Verenigde Staten. Als organisator van een toernooi in de tweede ronde, slaan ze ronde 1 over.
| Beginnen in de 3e ronde (Nr. 1 t/m 11) | Beginnen in de 2e ronde (Nr. 12 t/m 19)                                                 |
| --- | --------------------------------------------------------------------------------------- |
| 1. Duitsland 2. Australië 3. Nederland 4. Groot-Brittannië 5. Pakistan 6. Nieuw-Zeeland 7. Spanje 8. Zuid-Korea 9. België 10. Argentinië 11. India | 1. Zuid-Afrika 2. Maleisië 3. Canada 4. Ierland 5. Japan 6. Frankrijk 7. China 8. Polen |

## Ronde 1
Veertien landen konden zich via de eerste ronde plaatsen voor de tweede ronde. Dit waren de negen toernooiwinnaars en de nummers twee van de toernooien in Kroatië en Tsjechië. Van de negen landen die net onder een gekwalificeerd land eindigden, gingen de drie landen die het hoogst stonden op de wereldranglijst in september 2014 ook door.
| Data                 | Locatie                    | Teams                                                                | Aantal plaatsen in ronde 2 | Gekwalificeerd voor ronde 2 |
| -------------------- | -------------------------- | -------------------------------------------------------------------- | -------------------------- | --------------------------- |
| 1–6 juli 2014        | Kroatië, Sveti Ivan Zelina | Bulgarije Kroatië Rusland Turkije Zwitserland                        | 2                          | Rusland Zwitserland         |
| 2–7 september 2014   | Tsjechië, Hradec Králové   | Litouwen Oekraïne Slowakije Tsjechië Wit-Rusland                     | 2                          | Wit-Rusland Tsjechië        |
| 5–7 september 2014   | Bangladesh, Dhaka          | Bangladesh Hongkong Sri Lanka                                        | 1                          | Bangladesh                  |
| 5–7 september 2014   | Oman, Masqat               | Azerbeidzjan Iran Oman Thailand                                      | 1                          | Azerbeidzjan                |
| 5–7 september 2014   | Kenia, Nairobi             | Egypte Ghana Kenia Tanzania                                          | 1                          | Egypte                      |
| 12–14 september 2014 | Mexico, Guadalajara        | Brazilië Chili Guatemala Mexico                                      | 1                          | Chili Mexico1               |
| 12–14 september 2014 | Portugal, Lousada          | Italië Oostenrijk Portugal                                           | 1                          | Oostenrijk                  |
| 1-5 oktober 2014     | Jamaica, Kingston          | Barbados Dominicaanse Republiek Jamaica Trinidad en Tobago Venezuela | 1                          | Trinidad en Tobago          |
| 6–11 december 2014   | Fiji, Suva                 | Fiji Papoea-Nieuw-Guinea Samoa Vanuatu                               | 1                          | Fiji1                       |
|                      |                            | Beste landen die net onder een gekwalificeerd land eindigden         | 3                          | Italië Oekraïne Oman        |

1 Fiji trok zich terug en Mexico werd als vervanger aangewezen.

## Ronde 2
| Data                | Locatie                    | Gekwalificeerde teams | Gekwalificeerde teams | Gekwalificeerde teams                                | Aantal plaatsen in halve finale | Gekwalificeerd voor de halve finale |
| Data                | Locatie                    | Gastland              | Via ranglijst         | Uit ronde 1                                          | Aantal plaatsen in halve finale | Gekwalificeerd voor de halve finale |
| ------------------- | -------------------------- | --------------------- | --------------------- | ---------------------------------------------------- | ------------------------------- | ----------------------------------- |
| 17–25 januari 2015  | Singapore                  | Singapore             | Japan Maleisië Polen  | Bangladesh Oekraïne Oman Mexico                      | 3                               | Maleisië Polen Japan                |
| 28 feb – 8 mrt 2015 | Verenigde Staten San Diego | Verenigde Staten      | Canada Ierland        | Chili Italië Oostenrijk Rusland Trinidad en Tobago   | 3                               | Ierland Oostenrijk Canada           |
| 7–15 maart 2015     | Zuid-Afrika Kaapstad       | Zuid-Afrika*          | China Frankrijk       | Azerbeidzjan Egypte Tsjechië Wit-Rusland Zwitserland | 3                               | Frankrijk China Egypte              |

* Zuid-Afrika was al gekwalificeerd voor de 2e ronde op basis van de positie op de wereldranglijst, voordat zij tot gastland werden verkozen.

## Halve finale
Twintig landen spelen in de halve finale (de derde ronde). Ze zijn in twee groepen verdeeld. Rechtstreeks geplaatst zijn de beste elf landen van de wereldranglijst. Via de derde ronde kunnen landen zich kwalificeren voor de Olympische Spelen. Zeven landen gaan door naar de finaleronde.
| Data            | Locatie                  | Gekwalificeerde teams | Gekwalificeerde teams                               | Gekwalificeerde teams                  | Aantal plaatsen in finale | Gekwalificeerd voor finale            |
| Data            | Locatie                  | Gastland              | Via ranglijst                                       | Uit ronde 2                            | Aantal plaatsen in finale | Gekwalificeerd voor finale            |
| --------------- | ------------------------ | --------------------- | --------------------------------------------------- | -------------------------------------- | ------------------------- | ------------------------------------- |
| 3-14 juni 2015  | Argentinië, Buenos Aires | Argentinië            | Duitsland Nederland Nieuw-Zeeland Spanje Zuid-Korea | Canada Egypte Japan Oostenrijk         | 3 of 4                    | Duitsland Argentinië Nederland Canada |
| 17-28 juni 2015 | België, Brasschaat       | België                | Australië Groot-Brittannië India Pakistan           | China Frankrijk Ierland Maleisië Polen | 3 of 4                    | Australië België Groot-Brittannië     |

* Argentinië en België waren al gekwalificeerd voor de halve finale op basis van hun positie op de wereldranglijst, voordat zij tot gastland werden verkozen.

## Finale
Aan de finale doen naast het gastland de zeven beste landen uit de halve finale mee.
| Data               | Locatie | Gekwalificeerde teams | Gekwalificeerde teams                                                   |
| Data               | Locatie | Gastland              | Vanuit de halve finales                                                 |
| ------------------ | ------- | --------------------- | ----------------------------------------------------------------------- |
| 5-13 december 2015 | India   | India                 | Argentinië Australië België Canada Duitsland Groot-Brittannië Nederland |

Eindstand
1. Australië
2. België
3. India
4. Nederland
5. Argentinië
6. Groot-Brittannië
7. Duitsland
8. Canada

## Algehele eindstand
De FIH heeft de volgende eindstand opgesteld, waarbij alleen de landen zijn opgenomen die vanaf de tweede ronde in actie kwamen.
1. Australië
2. België
3. India
4. Nederland
5. Argentinië
6. Groot-Brittannië
7. Duitsland
8. Canada
9. Ierland
10. Spanje
11. Nieuw-Zeeland
12. Maleisië
13. Zuid-Korea
14. Frankrijk
15. Pakistan
16. Japan
17. Polen
18. Egypte
19. Oostenrijk
20. China
21. Rusland
22. Zuid-Afrika
23. Oman
24. Oekraïne
25. Zwitserland
26. Chili
27. Tsjechië
28. Bangladesh
29. Italië
30. Verenigde Staten
31. Azerbeidzjan
32. Singapore
33. Wit-Rusland
34. Trinidad en Tobago
35. Mexico

2012-13 (mannen/vrouwen) · 2014-15 (mannen/vrouwen) · 2016-17 (mannen/vrouwen)
Mannen:
ronde 1 ·
ronde 2 ·
halve finale ·
finale
Vrouwen:
ronde 1 ·
ronde 2 ·
halve finale ·
finale